# Duben 2018

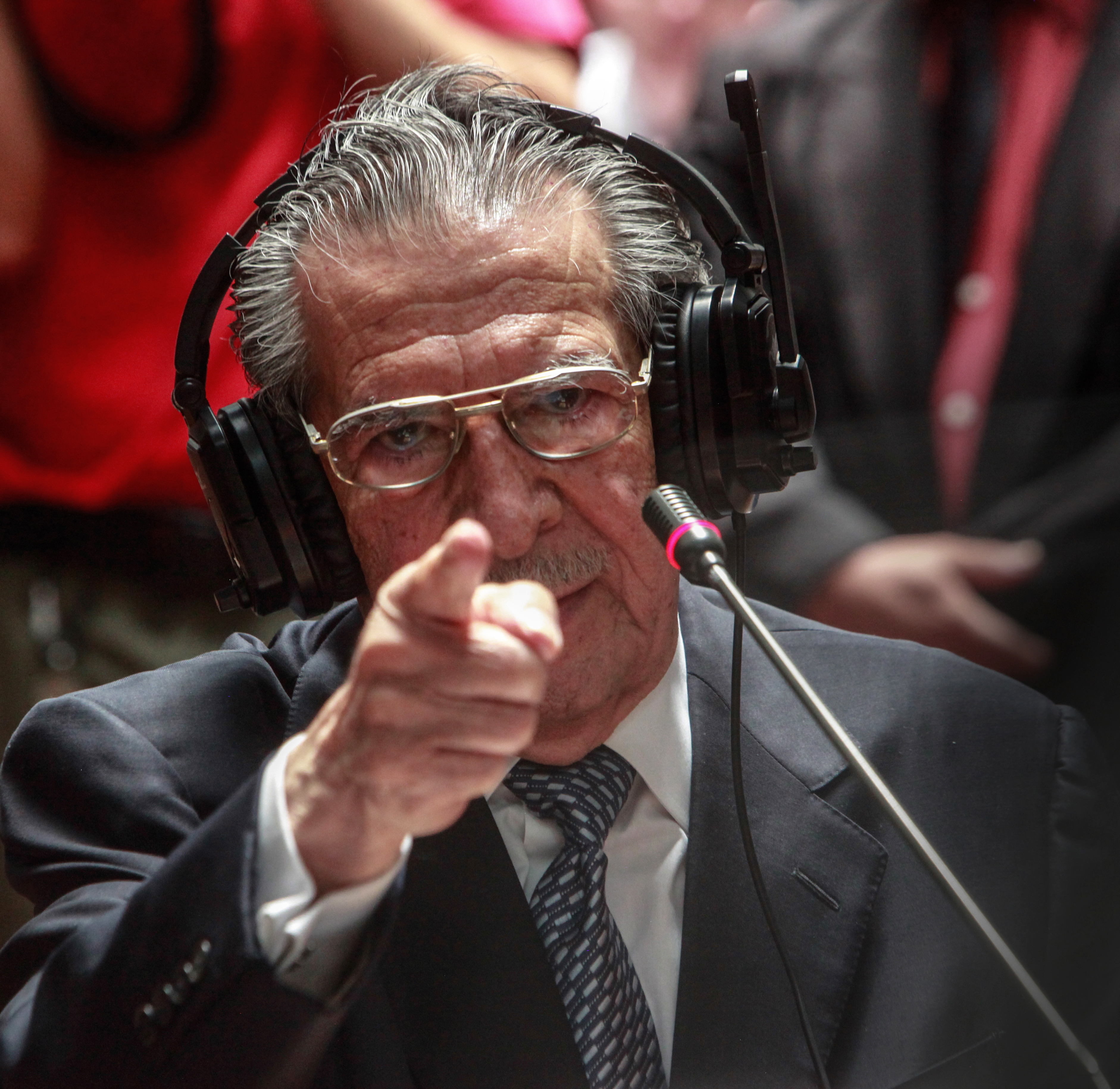
Efrain R.Montt

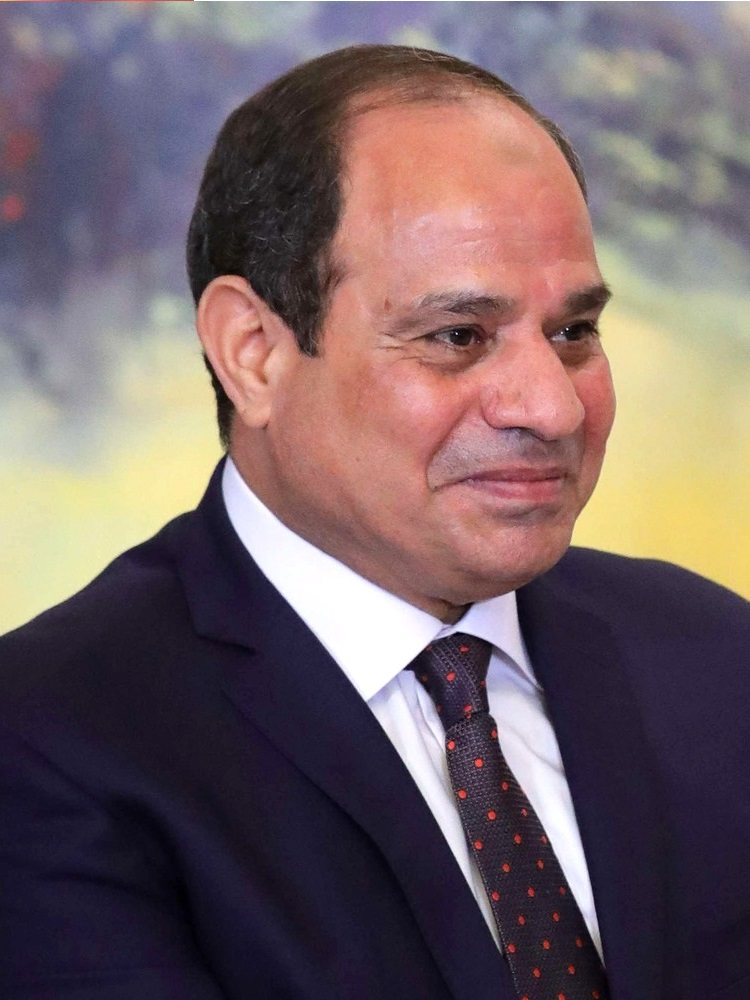
Abd al-Fattáh as-Sísí

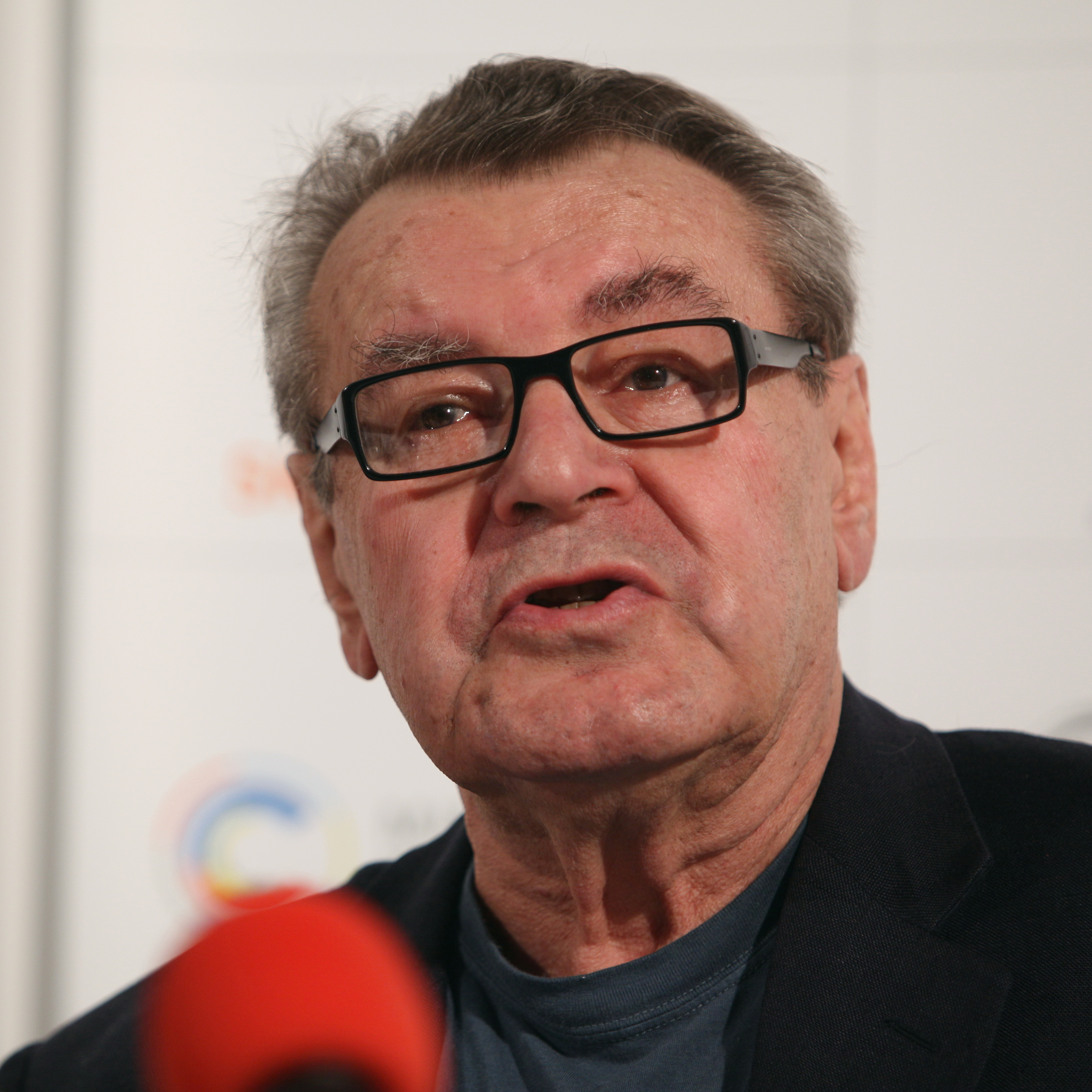
Miloš Forman

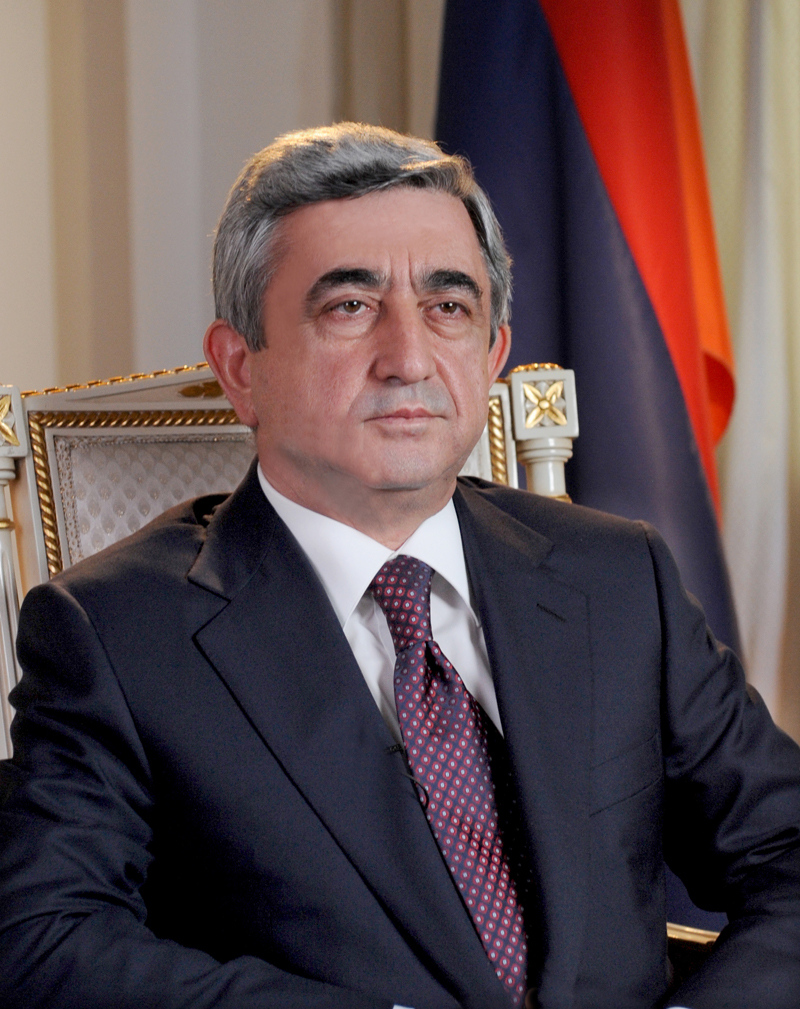
Serž Sarkisjan

Toto je archivovaný článek z portálu Aktuality.
1. dubna – neděle
 Ve věku 91 zemřel bývalý guatemalský prezident Efraín Ríos Montt (na obrázku) obviněný ze zločinu genocidy vůči mayskému obyvatelstvu země.
 Papež František na Svatopetrském náměstí udělil požehnání Urbi et orbi.
 V kostarických prezidentských volbách zvítězil bývalý ministr, novinář a spisovatel Carlos Alvarado.
2. dubna – pondělí
 Bojovníci povstalecké organizace Džajš al-Islám, ovládající město Dúmá ve východní Ghútě, uzavřeli s vládou Bašára al-Asada dohodu o deportaci do měst Džarábulus a Al-Báb v severní Sýrii.
 V egyptských prezidentských volbách byl znovu zvolen dosavadní prezident Abd al-Fattáh as-Sísí.
 Trosky čínské vesmírné stanice Nebeský palác dopadly do Tichého oceánu poblíž ostrova Tahiti.
4. dubna – středa
 Cenu Magnesia Litera za rok 2018 získala Opuštěná společnost novináře Erika Taberyho. Jako knihu staletí vybrala veřejnost humoristický román Saturnin zatímco odborná veřejnost zvolila Osudy dobrého vojáka Švejka.
 Český prezident Miloš Zeman odcestoval s manželkou na Slovensko na první státní návštěvu po inauguraci.
6. dubna – pátek
 Turistická vesmírná loď Virgin Spaceship Unity společnosti Virgin Galactic provedla úspěšný nadzvukový let.
 Bývalá jihokorejská prezidentka Pak Kun-hje byla usvědčena z trestných činů zneužití pravomocí, vydírání a korupce a odsouzena k 24 letům odnětí svobody.
 V Sarajevu byla obnovena lanovka do pohoří Trebević, kterou v roce 1959 vybudovala československá firma Transporta.
 14 lidí zemřelo při nehodě autobusu u města Tisdale v kanadském Saskatchewanu.
7. dubna – sobota
 Sýrie provedla chemický útok ve městě Dúmá. Existenci útoku popřela Sýrie a také Rusko, Írán a další její spojenci.
 Ve věku 104 let zemřela československá válečná veteránka Anděla Haida, příslušnice Ženských pomocných leteckých sborů (WAAF) a nositelka české Medaile Za hrdinství.
 V německém Münsteru najel 49letý Němec autem do lidí. Dva zabil, asi 20 zranil a sám se zastřelil.
8. dubna – neděle
 V maďarských parlamentních volbách zvítězila strana Fidesz premiéra Viktora Orbána a získala ústavní většinu.

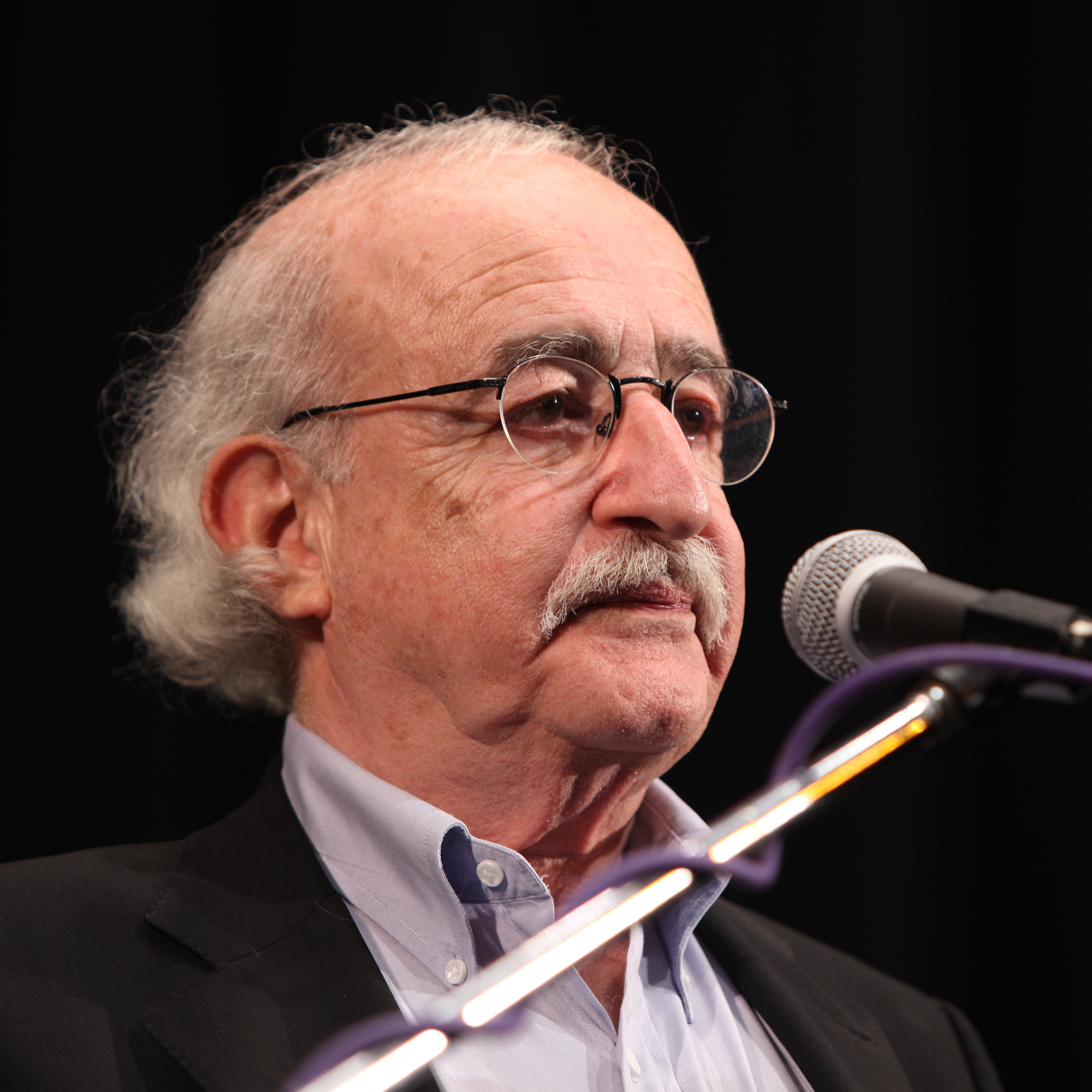
Juraj Herz

 Ve věku 83 let zemřel režisér Juraj Herz (na obrázku).
 Bývalý brazilský prezident Luiz Inácio Lula da Silva se vzdal policii a nastoupil k výkonu trestu odnětí svobody v délce 12 let ve věznici ve městě Curitiba na jihu země.
9. dubna – pondělí
 Tisíce lidí protestovaly napříč Českem proti premiérovi v demisi Andreji Babišovi a jeho vládě.
 Izraelské vojenské letectvo provedlo nálet na leteckou základnu Tijas v centrální Sýrii.

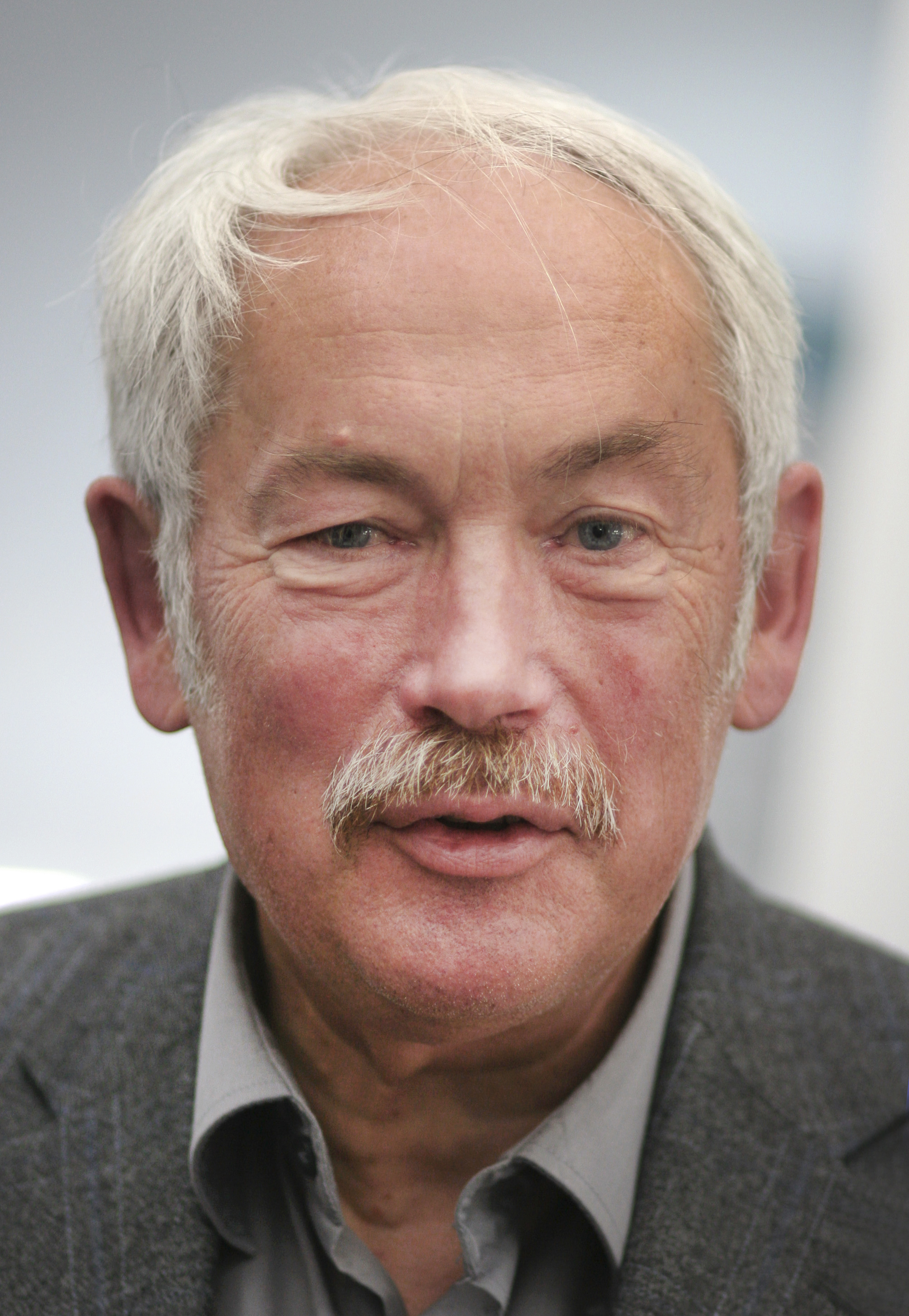
Peter Grünberg

Bylo oznámeno úmrtí vědce Petera Grünberga, nositele Nobelovy ceny za fyziku a rodáka z Plzně.
10. dubna – úterý
 Americký podnikatel Mark Zuckerberg vypovídal před výborem amerického senátu ohledně zneužívání dat uživatelů sociální sítě Facebook.
11. dubna – středa
 Republikánský politik Paul Ryan, předseda americké sněmovny reprezentantů, oznámil svůj odchod z americké politiky.
 Při havárii vojenského letadla Iljušin Il-76 těsně po startu u alžírského města Búfarík zahynulo 257 lidí. Na palubě bylo i 26 členů Fronty Polisario, kteří cestovali do Tindúfu.
 Do Prahy přijel na oficiální návštěvu slovenský premiér Peter Pellegrini.
12. dubna – čtvrtek
 Organizace pro zákaz chemických zbraní potvrdila, že při otravě bývalého ruského agenta Sergeje Skripala byla použita nervově paralytická látka novičok.
 Syrské ozbrojené síly dobyly město Dúmá ve vývodní Ghútě. Nejméně 13 tisíc povstaleckých rodin bylo deportováno na sever země a kontrolu nad městem převázala ruská vojenská policie.
13. dubna – pátek
 Ve věku 86 let zemřel režisér Miloš Forman (na obrázku).
 U dánského pobřeží v průlivu Skagerrak byl v hloubce 123 m nalezen vrak německé ponorky U-3523, kterou 5. května 1945 pravděpodobně potopil bombardér B-24 Liberator 311. československé bombardovací perutě RAF. Zahynulo zde 58 členů její posádky.
14. dubna – sobota
 Spojené státy americké, Spojené království a Francie provedly sérii útoků na vojenské základny v Sýrii v reakci na údajný chemický útok syrské vlády ve městě Dúmá.
15. dubna – neděle
 Novým černohorským prezidentem byl v prvním kole voleb zvolen Milo Đukanović.
 U Dalovic na Karlovarsku se sesunula půda pod železniční tratí a doprava byla na několik měsíců zastavena.
16. dubna – pondělí
 Při protestech proti novému arménskému premiérovi Serži Sarkisjanovi bylo v Jerevanu zraněno 20 lidí.
17. dubna – úterý

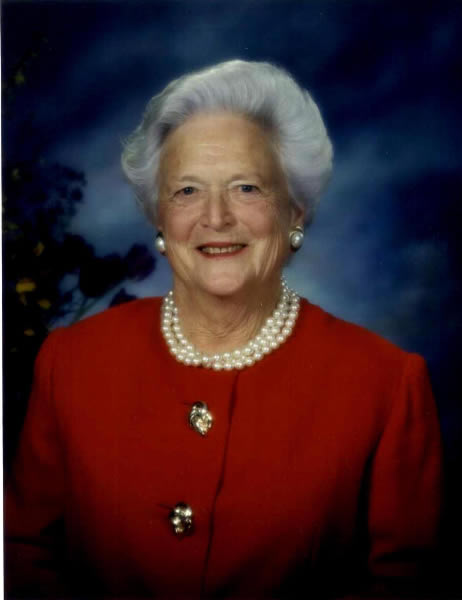
Barbara Bushová

 Ve věku 92 let zemřela Barbara Bushová (na obrázku), bývalá první dáma USA a manželka George H. W. Bushe.
 Britská premiérka Theresa Mayová se omluvila za kriminalizaci a pronásledování migrantů z Karibiku, kteří se do Spojeného království přistěhovali v letech 1948 až 1973.
19. dubna – čtvrtek
 Novým kubánským prezidentem byl zvolen Miguel Díaz-Canel.
 Z floridského mysu Caneveral vypustila společnost SpaceX raketu Falcon 9, která vynesla na oběžnou dráhu teleskop TESS. Ten navazuje na práci starší sondy Kepler ve výzkumu exoplanet.
 Zástupci zemí Commonwealthu na schůzce v Londýně vybrali prince Charlese jako budoucí formální hlavu společenství.
 Na Slovensku měl v kinech premiéru dokumentární film Dubček.
20. dubna – pátek
 Po 49 letech od úmrtí kardinála Josefa Berana byly jeho ostatky převezeny z Vatikánu do Prahy.
 V areálu elektrárny Ledvice byla zpřístupněna vyhlídka ve výšce 144 m a stala se tak nejvyšší českou rozhlednou.
 Ve věku 78 let zemřel český básník, autor knih pro děti a písňových textů Pavel Šrut.

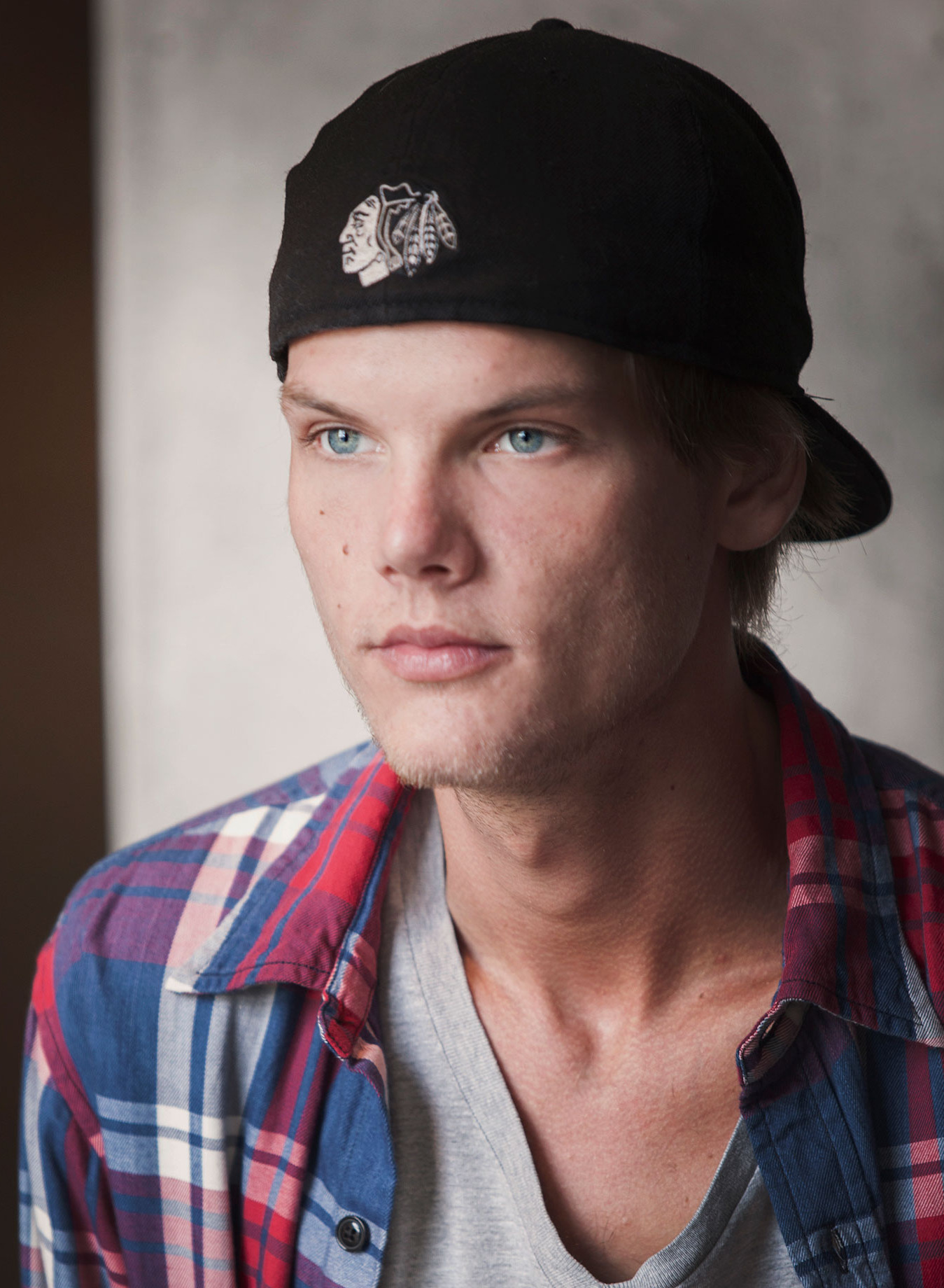
DJ Avicii

 Ve věku 28 let zemřel švédský DJ Avicii (na obrázku).
 Baskická teroristická organizace ETA se omluvila obětem svých útoků. Během čtyřicetiletého boje za nezávislost na Španělsku ETA zavraždila 800 lidí a tisíce dalších zranila.
 Syrské ozbrojené síly zahájily ofenzivu proti bojovníkům Islámského státu v uprchlickém táboře Jarmúk na jihu Damašku.
 Ministerstvo zahraničí USA ve výroční zprávě kritizovalo násilí vůči Romům v Česku.
 Asi 10 000 obyvatel Berlína bylo evakuováno při zneškodňování nalezené bomby z druhé světové války.
 Ve slovenském Štúrovu byly nalezeny 4 ruské letecké bomby o celkové váze 400 kg. Byl to jeden z největších nálezů tohoto druhu v historii Slovenska a při zneškodňování byli evakuování obyvatelé okolí.
 Při nehodě během spojování dvou vlaků na salcburském nádraží bylo lehce zraněno 54 lidí.
21. dubna – sobota
 Během sociálních nepokojů bylo v Nikaragui za poslední tři dny zabito 10 lidí.
 Ve věku 117 let v Tokiu zemřela Japonka Nabi Tadžima, nejstarší člověk světa.
22. dubna – neděle
 Sebevražedný atentátník, hlásící se k teroristické organizaci Islámský stát, se odpálil u volebního registračního centra v  afghánském hlavním městě Kábulu. Výbuch nepřežilo podle posledních zpráv 57 lidí a přes dalších sto osob bylo zraněno. 
 Při demonstraci za odstoupení arménského premiéra Serže Sargsjana zasáhla v Jerevanu policie zábleskovými granáty a asi 200 demonstrantů zadržela.
 Novým paraguayským prezidentem byl zvolen kandidát vládnoucí strany Mario Abdo Benítez.
23. dubna – pondělí
 Ostatky kardinála Josefa Berana byly uloženy v sarkofágu v kapli sv. Anežky v katedrále sv. Víta.
 Vojenská intervence v Jemenu: Sálih Sammád, předseda pro-húsijské jemenské vlády byl zabit při náletu saúdského letectva poblíž přístavu Hudajda.
 Po desetidenních demonstracích odstoupil arménský premiér Serž Sarkisjan a vůdce opozice Nikola Pašinjan byl propuštěn z vězení.
 V kanadském Torontu zemřelo 9 lidí a 16 jich bylo zraněno, když řidič dodávky najel mezi chodce na ulici.
 Vévodkyni Catherine a princi Williamovi se narodil syn, v pořadí 5. následník britského trůnu.
24. dubna – úterý
 Grónské parlamentní volby vyhrála vládní sociálnědemokratická strana Siumut.
25. dubna – středa
 Úřad šerifa v kalifornském Sacramentu oznámil, že zatčením Josepha Jamese DeAngela ukončil vyšetřování série 12 vražd a 45 znásilnění spáchaných v letech 1978 až 1986.
27. dubna – pátek
 Prezident Jižní Koreje Mun Če-in a severokorejský vůdce Kim Čong-un se na setkání ve Společné bezpečnostní oblasti v demilitarizovaném pásmu shodli na jaderném odzbrojení a ukončení Korejské války.

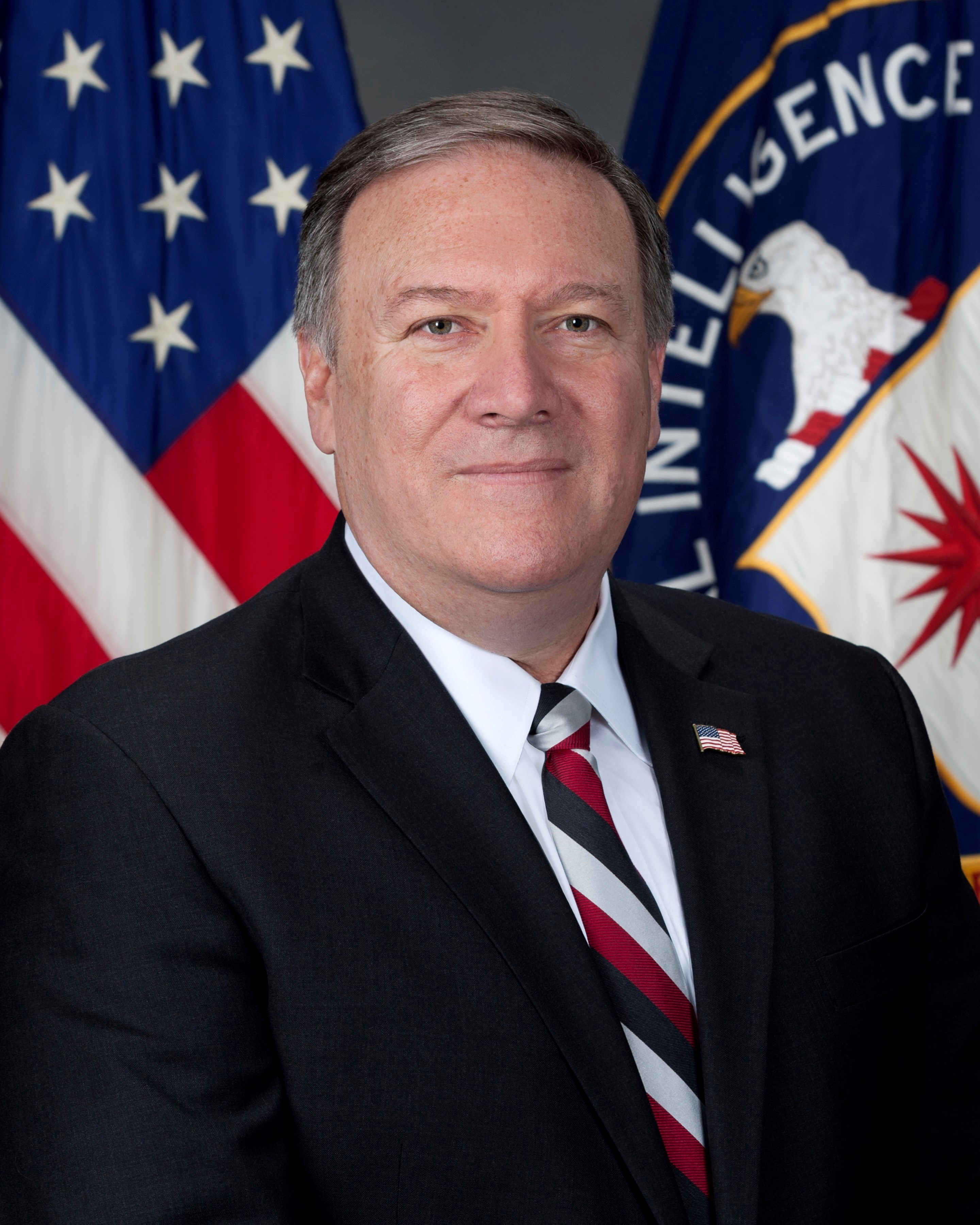
Mike Pompeo

 Americký senát schválil nominaci Mikeo Pompea na post ministra zahraničních věcí USA.
28. dubna – sobota
 Desetitisíce Španělů demonstrovaly proti rozsudku osvobozujícím skupinu pěti mužů obviněných ze znásilnění osmnáctileté dívky během oslav svátku svatého Fermína ve městě Pamplona.
 Nejméně 4 000 lidí uprchlo před eskalací bojů mezi barmskou armádou a Kačjinskými povstalci v Kačjinském státě na severu země.
29. dubna – neděle
 AFP: Syrské ozbrojené síly krátkodobě obsadily čtyři vesnice na východním břehu Eufratu severozápadně od Dajr az-Zauru před tím kontrolované kurdskými jednotkami SDF. Útok provládních sil odrazilo americké letectvo.
30. dubna – pondělí
 Nejméně 26 provládních bojovníků bylo zabito při raketovém útoku přisuzovaném izraelské armádě na vojenskou základnu u syrského města Hamá.